# Castianeira
Castianeira is een geslacht van spinnen uit de familie van de loopspinnen (Corinnidae).

## Soorten
- Castianeira abuelita Reiskind, 1969
- Castianeira alata Muma, 1945
- Castianeira alba Reiskind, 1969
- Castianeira albivulvae Mello-Leitão, 1922
- Castianeira albomaculata Berland, 1922
- Castianeira albopicta Gravely, 1931
- Castianeira alfa Reiskind, 1969
- Castianeira alteranda Gertsch, 1942
- Castianeira amoena (C. L. Koch, 1841)
- Castianeira antinorii (Pavesi, 1880)
- Castianeira arcistriata Yin et al., 1996
- Castianeira argentina Mello-Leitão, 1942
- Castianeira arnoldii Charitonov, 1946
- Castianeira athena Reiskind, 1969
- Castianeira atypica Mello-Leitão, 1929
- Castianeira azteca Reiskind, 1969
- Castianeira badia (Simon, 1877)
- Castianeira bartholini Simon, 1901
- Castianeira bicolor (Simon, 1890)
- Castianeira brevis Keyserling, 1891
- Castianeira brunellii Caporiacco, 1940
- Castianeira buelowae Mello-Leitão, 1946
- Castianeira carvalhoi Mello-Leitão, 1947
- Castianeira cecchii (Pavesi, 1883)
- Castianeira chrysura Mello-Leitão, 1943
- Castianeira cincta (Banks, 1929)
- Castianeira cingulata (C. L. Koch, 1841)
- Castianeira claveroensis Mello-Leitão, 1943
- Castianeira crocata (Hentz, 1847)
- Castianeira crucigera (Hentz, 1847)
- Castianeira cubana (Banks, 1926)
- Castianeira cyclindracea Simon, 1896
- Castianeira daoxianensis Yin et al., 1996
- Castianeira delicatula Simon, 1910
- Castianeira dentata Chickering, 1937
- Castianeira depygata Strand, 1916
- Castianeira descripta (Hentz, 1847)
- Castianeira dorsata (Banks, 1898)
- Castianeira drassodidoides Strand, 1915
- Castianeira dubia (O. P.-Cambridge, 1898)
- Castianeira dubia Mello-Leitão, 1922
- Castianeira dugesii (Becker, 1879)
- Castianeira flavimaculata Hu, Song & Zheng, 1985
- Castianeira flavipatellata Yin et al., 1996
- Castianeira flavipes Gravely, 1931
- Castianeira flebilis O. P.-Cambridge, 1898
- Castianeira floridana (Banks, 1904)
- Castianeira formosula Simon, 1910
- Castianeira fulvipes Simon, 1896
- Castianeira fusconigra Berland, 1922
- Castianeira gaucha Mello-Leitão, 1943
- Castianeira gertschi Kaston, 1945
- Castianeira guapa Reiskind, 1969
- Castianeira himalayensis Gravely, 1931
- Castianeira hongkong Song, Zhu & Wu, 1997
- Castianeira indica Tikader, 1981
- Castianeira inquinata (Thorell, 1890)
- Castianeira insulicola Strand, 1916
- Castianeira isophthalma Mello-Leitão, 1930
- Castianeira kibonotensis Lessert, 1921
- Castianeira lachrymosa (O. P.-Cambridge, 1898)
- Castianeira leptopoda Mello-Leitão, 1929
- Castianeira littoralis Mello-Leitão, 1926
- Castianeira longipalpa (Hentz, 1847)
- Castianeira luctifera Petrunkevitch, 1911
- Castianeira luctuosa O. P.-Cambridge, 1898
- Castianeira luteipes Mello-Leitão, 1922
- Castianeira maculata Keyserling, 1891
- Castianeira majungae Simon, 1896
- Castianeira memnonia (C. L. Koch, 1841)
- Castianeira mestrali Lessert, 1921
- Castianeira mexicana (Banks, 1898)
- Castianeira micaria (Simon, 1886)
- Castianeira minensis Mello-Leitão, 1926
- Castianeira munieri (Simon, 1877)
- Castianeira nanella Gertsch, 1933
- Castianeira obscura Keyserling, 1891
- Castianeira occidens Reiskind, 1969
- Castianeira onerosa (Keyserling, 1891)
- Castianeira patellaris Mello-Leitão, 1943
- Castianeira peregrina (Gertsch, 1935)
- Castianeira phaeochroa Simon, 1910
- Castianeira pictipes Mello-Leitão, 1942
- Castianeira plorans (O. P.-Cambridge, 1898)
- Castianeira polyacantha Mello-Leitão, 1929
- Castianeira pugnax Mello-Leitão, 1948
- Castianeira pulcherrima (O. P.-Cambridge, 1874)
- Castianeira quadrimaculata Reimoser, 1934
- Castianeira quadritaeniata (Simon, 1905)
- Castianeira quechua Chamberlin, 1916
- Castianeira rica Reiskind, 1969
- Castianeira rothi Reiskind, 1969
- Castianeira rubicunda Keyserling, 1879
- Castianeira rugosa Denis, 1958
- Castianeira russellsmithi Deeleman-Reinhold, 2001
- Castianeira rutilans Simon, 1896
- Castianeira salticina (Taczanowski, 1874)
- Castianeira scutata Schmidt, 1971
- Castianeira setosa Mello-Leitão, 1947
- Castianeira sexmaculata Mello-Leitão, 1926
- Castianeira shaxianensis Gong, 1983
- Castianeira similis (Banks, 1929)
- Castianeira soyauxii (Karsch, 1879)
- Castianeira spinipalpis Mello-Leitão, 1945
- Castianeira stylifera Kraus, 1955
- Castianeira tenuiformis Simon, 1896
- Castianeira tenuis Simon, 1896
- Castianeira teres Simon, 1897
- Castianeira thalia Reiskind, 1969
- Castianeira thomensis Simon, 1910
- Castianeira tinae Patel & Patel, 1973
- Castianeira trifasciata Yin et al., 1996
- Castianeira trilineata (Hentz, 1847)
- Castianeira trimac Reiskind, 1969
- Castianeira truncata Kraus, 1955
- Castianeira valida Keyserling, 1891
- Castianeira variata Gertsch, 1942
- Castianeira venusta (Banks, 1898)
- Castianeira venustula (Pavesi, 1895)
- Castianeira virgulifera Mello-Leitão, 1922
- Castianeira vittatula Roewer, 1951
- Castianeira vulnerea Gertsch, 1942
- Castianeira walsinghami (O. P.-Cambridge, 1874)
- Castianeira xanthomela Mello-Leitão, 1941
- Castianeira zembla Reiskind, 1969
- Castianeira zetes Simon, 1897
- Castianeira zionis (Chamberlin & Woodbury, 1929)